# Шанхэ
Шанхэ́ (кит. упр. 商河, пиньинь Shānghé) — уезд города субпровинциального значения Цзинань провинции Шаньдун (КНР). Уезд назван в честь реки Шанхэ.

## История
При империи Суй в 596 году был образован уезд Дихэ (滴河县). При империи Сун в 1086 году у иероглифа «ди» был отброшен левый элемент «вода», и он превратился в иероглиф «шан» — так река и уезд приобрели современные названия.
В 1950 году был создан Специальный район Дэчжоу (德州专区), и уезд вошёл в его состав. В 1956 году уезд был передан в состав Специального района Хуэйминь (惠民专区). В 1958 году к уезду Шанхэ был присоединён уезд Лаолин, а сам уезд был передан в состав Специального района Ляочэн (聊城专区). В 1959 году уезд Шанхэ был передан в состав Специального района Цзыбо (淄博专区). В 1960 году уезды Шанхэ и Лаолин были разделены вновь, и уезд Шанхэ опять вошёл в состав Специального района Дэчжоу. В 1967 году Специальный район Дэчжоу был переименован в Округ Дэчжоу (德州地区). В 1990 году уезд был передан под юрисдикцию Цзинаня.

## Административное деление
Уезд делится на 1 уличный комитет и 11 посёлков.